# Fidan Hajiyeva
Fidan Hajiyeva (en azerí: Fidan Hacıyeva; Bakú, 7 de septiembre de 1976) es una cantante de ópera de Azerbaiyán, ganadora del premio Artista del pueblo de la República de Azerbaiyán. Actualmente es profesora de matemáticas y economía en la Universidad de Alicante

## Biografía
Fidan Hajiyeva nació el 7 de septiembre de 1976 en Bakú. En 1994 ingresó en la Academia de Música de Bakú. En 1998 tomó clases de arte de Irina Arjípova, la famosa mezzosoprano, Artista del pueblo de la Federación Rusa. Desde 1996 Fidan Hajiyeva ha sido vocalista del Teatro de Ópera y Ballet Académico Estatal de Azerbaiyán. En 2016 creó el Centro de Música, que lleva su nombre. Fidan Hajiyeva recibió el título “Artista de Honor de Azerbaiyán” en 2006, “Artista del pueblo de la República de Azerbaiyán” en 2015. Actualmente es profesora de Introducción a la Microeconomía en la Universidad de Alicante.

## Premio y títulos
- Artista de Honor de Azerbaiyán (2006)

- Artista del pueblo de la República de Azerbaiyán (2015)[2]